# Galléros csillaggomba
A galléros csillaggomba (Geastrum striatum) a csillaggombafélék családjába tartozó, Európában és Észak-Amerikában honos, száraz, homokos talajú erdőkben élő, nem ehető gombafaj. 

## Megjelenése
A galléros csillaggomba termőteste kezdetben 1,5-3 cm átmérőjű, kerekded, tetején kissé benyomott, színe sárgásbarnás vagy szürkésbarnás, felszínére homok- vagy talajszemcsék tapadnak. érése során a külső burok (exoperídium) csillagszerűen 8-10 lebenyre felhasad és kiterül, teljes átmérője ilyenkor 2-8 (10) cm. A lebenyek felső felszíne eleinte fehér, majd világos okkeres, finoman lisztes. Ha kiszáradtak, színük világosbarna, felszínük gyakran repedezett, kemény, bőrszerű, de hajlékony.
A középső spórazsák (endoperídium) gömbölyű, 0,6-2 cm széles, színe kezdetben fehér, majd világos okkerszínű, felszíne lisztes, majd simára kopik. Idősen szürke, gesztenyebarna, majdnem fekete, mindig kékes árnyalattal. Alján széles, lefelé álló körkörös gallér található. Rövid nyele fehéres vagy barnás színű, hengeres vagy kétélűen lapított, alján körkörös sánc található, mely érett állapotában eltűnik. Az endoperídium tetején csőrszerű, kúpos, mélyen barázdált; udvara nincs vagy alig látható.
Spórapora sötétbarna. Spórája kerek, durván szemölcsös, mérete 4-4,5 μm.

### Hasonló fajok
Nagyon hasonlít rá a fésűs csillaggomba, de nincs gallérja a spórazsák alján. Összetéveszthető a fészkes csillaggombával és az apró csillaggombával is. 

## Elterjedése és termőhelye
Európában és Észak-Amerikában honos.  
Száraz, homokos talajú erdőkben, akácosokban, nyárfásokban, de fenyvesekben is megtalálható. Nyár végén és ősszel terem, de a termőtest kiszáradt maradványai hónapokon át megmaradnak. 

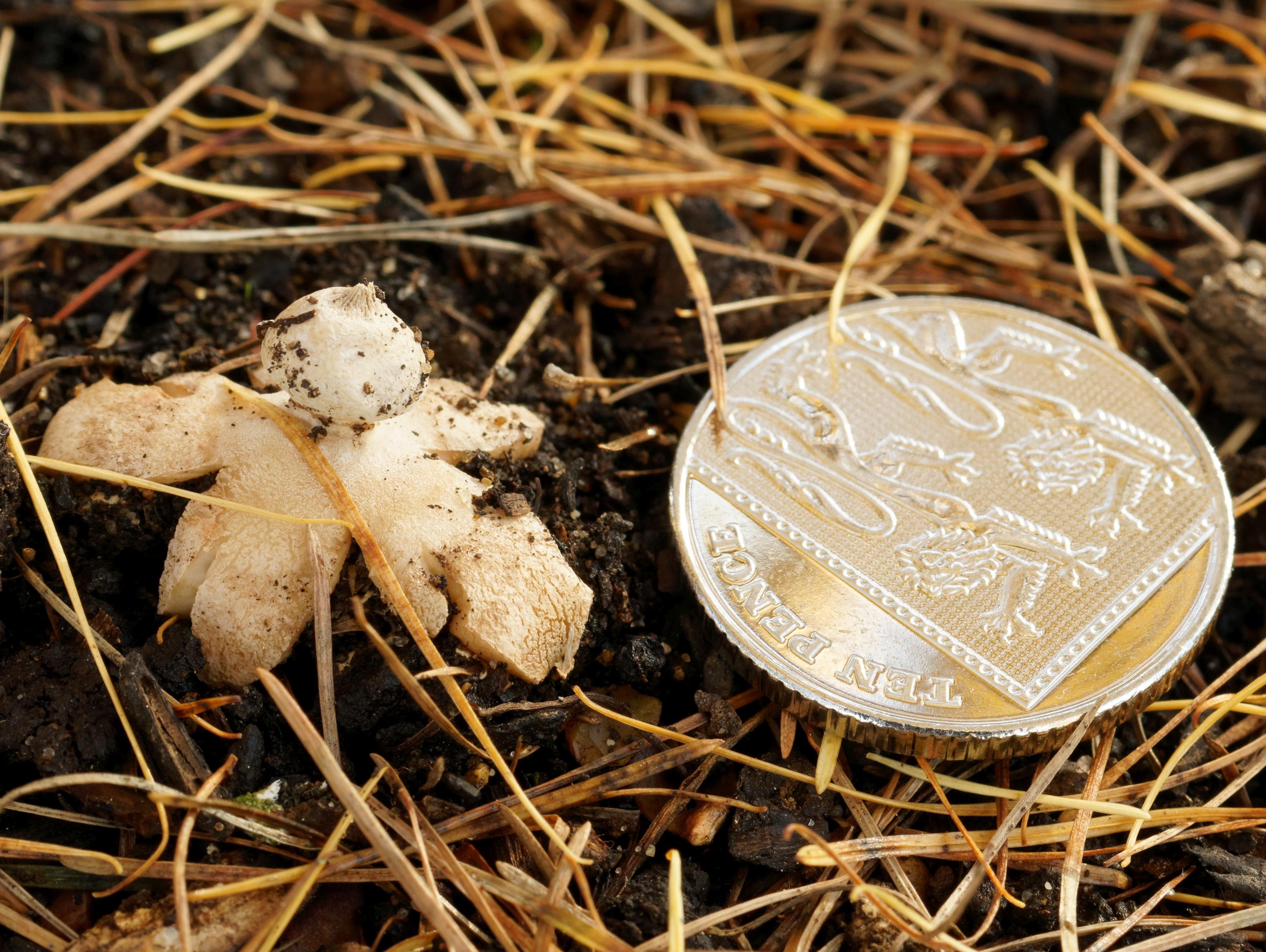
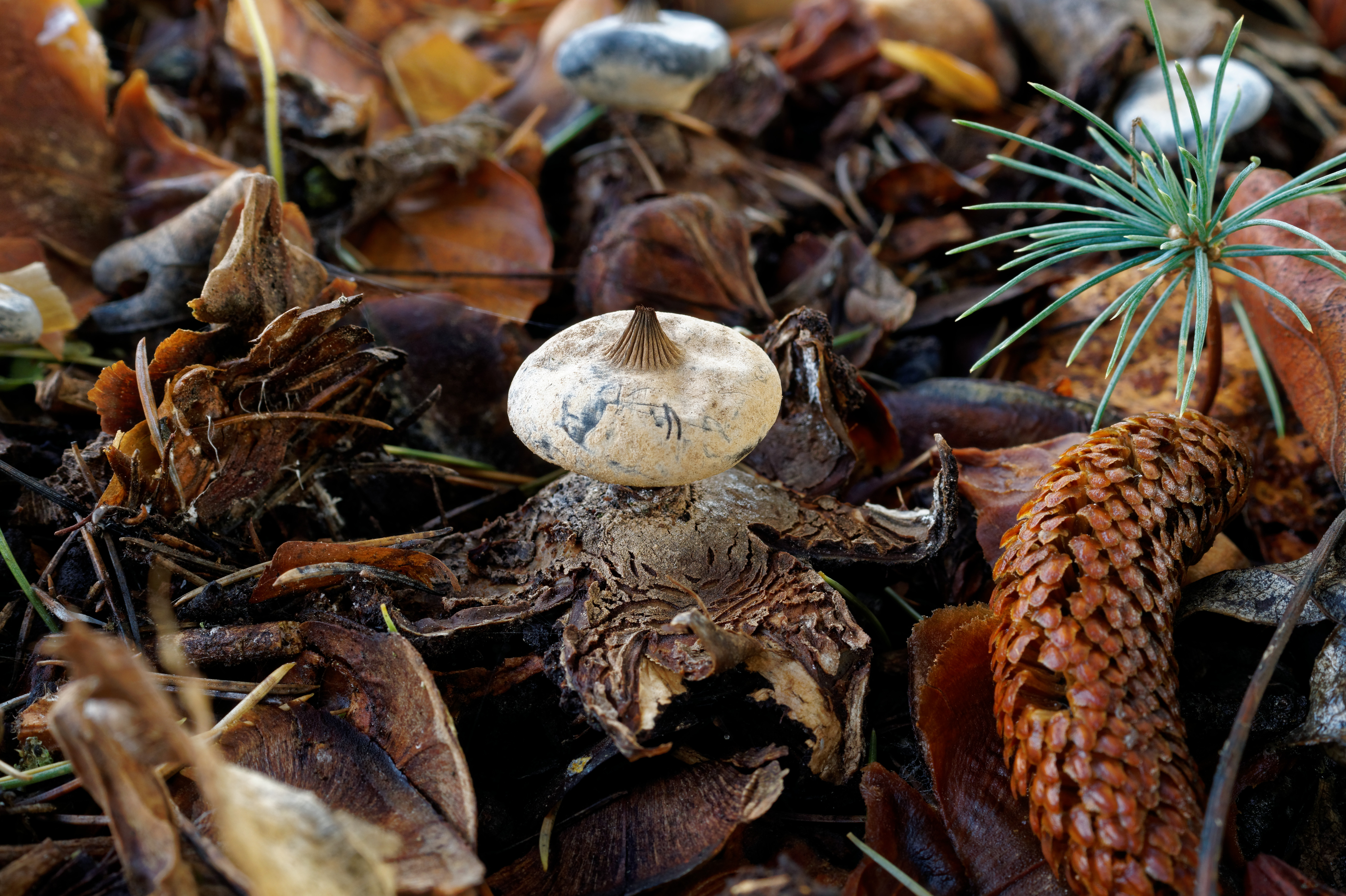
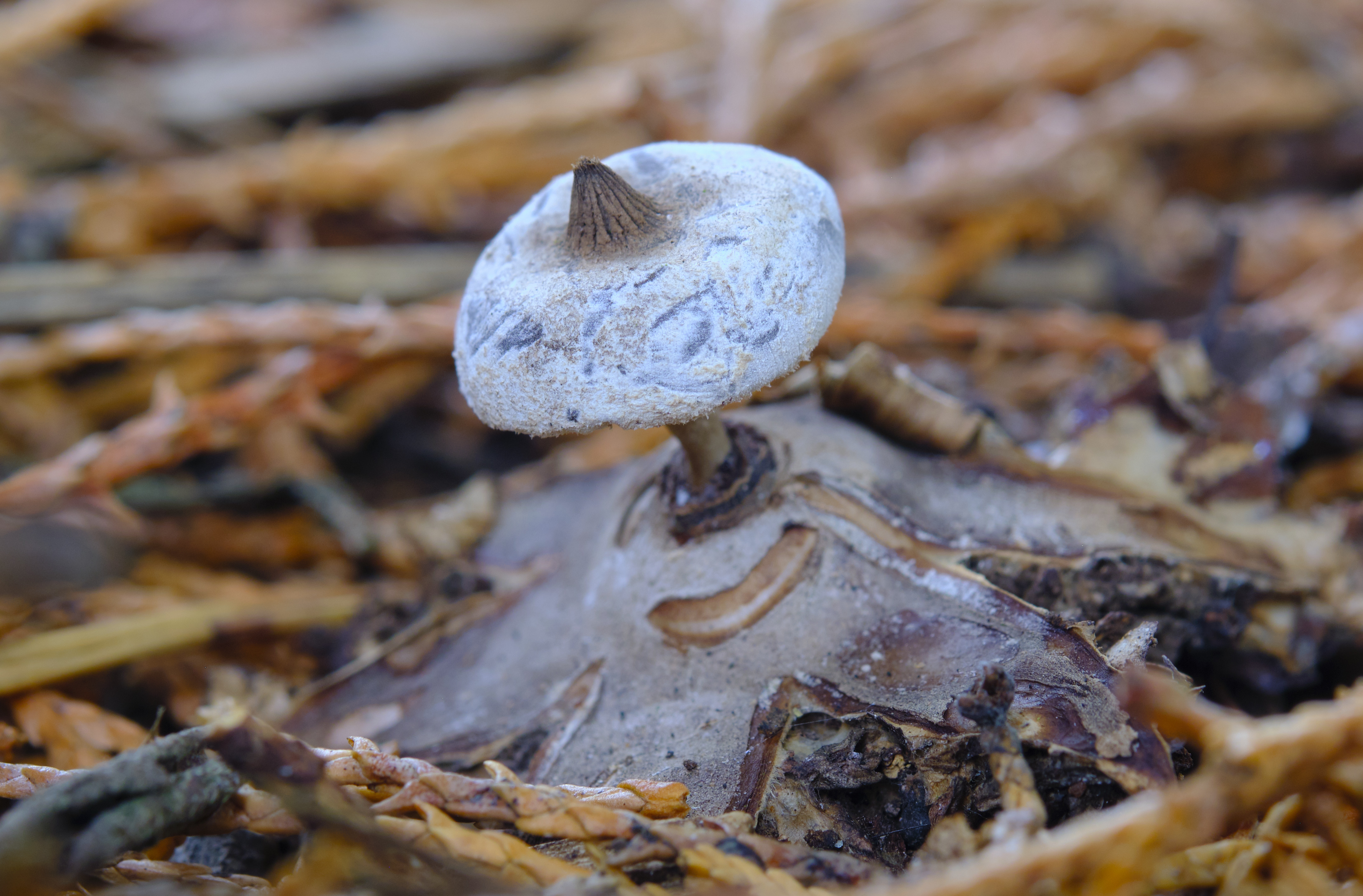
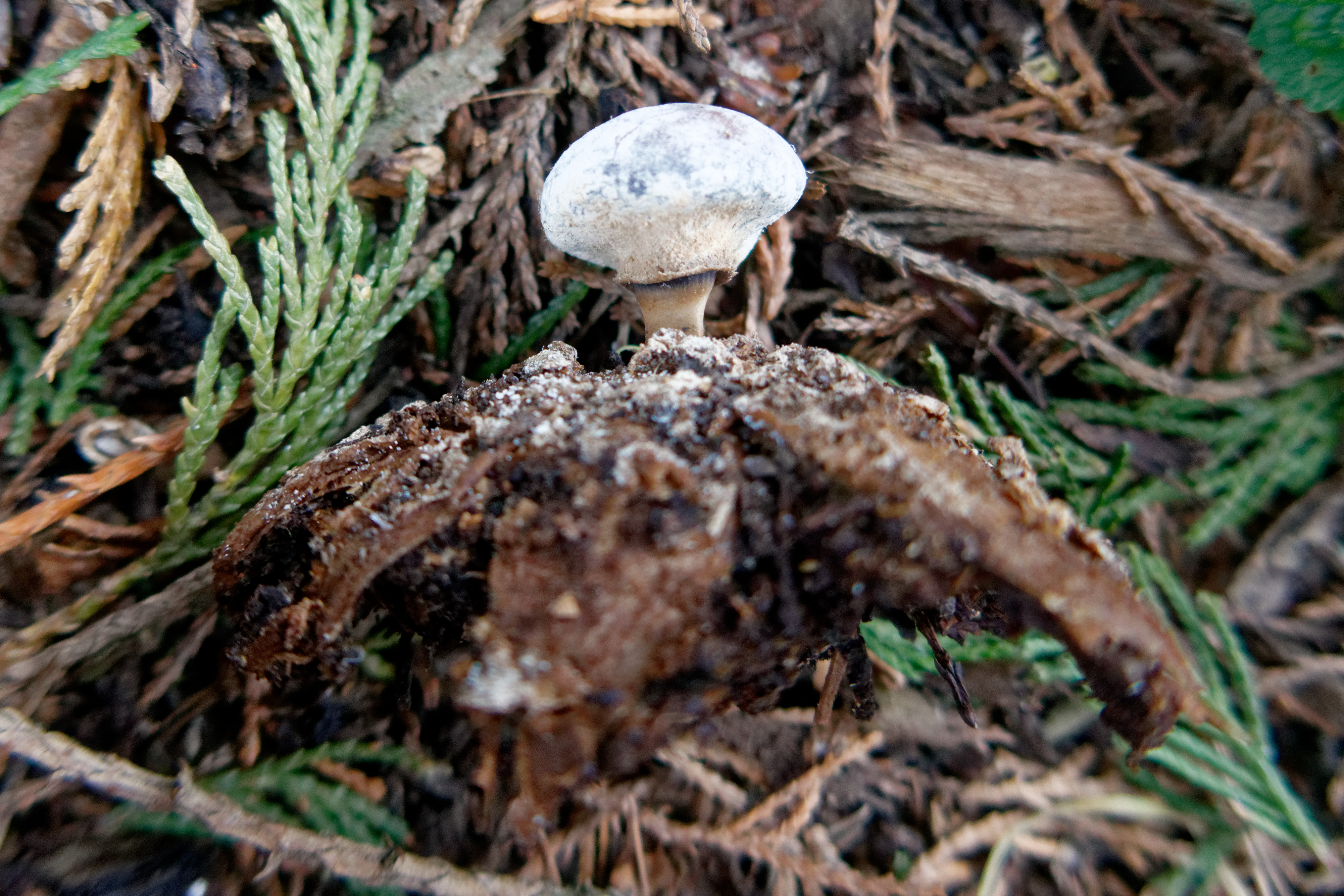
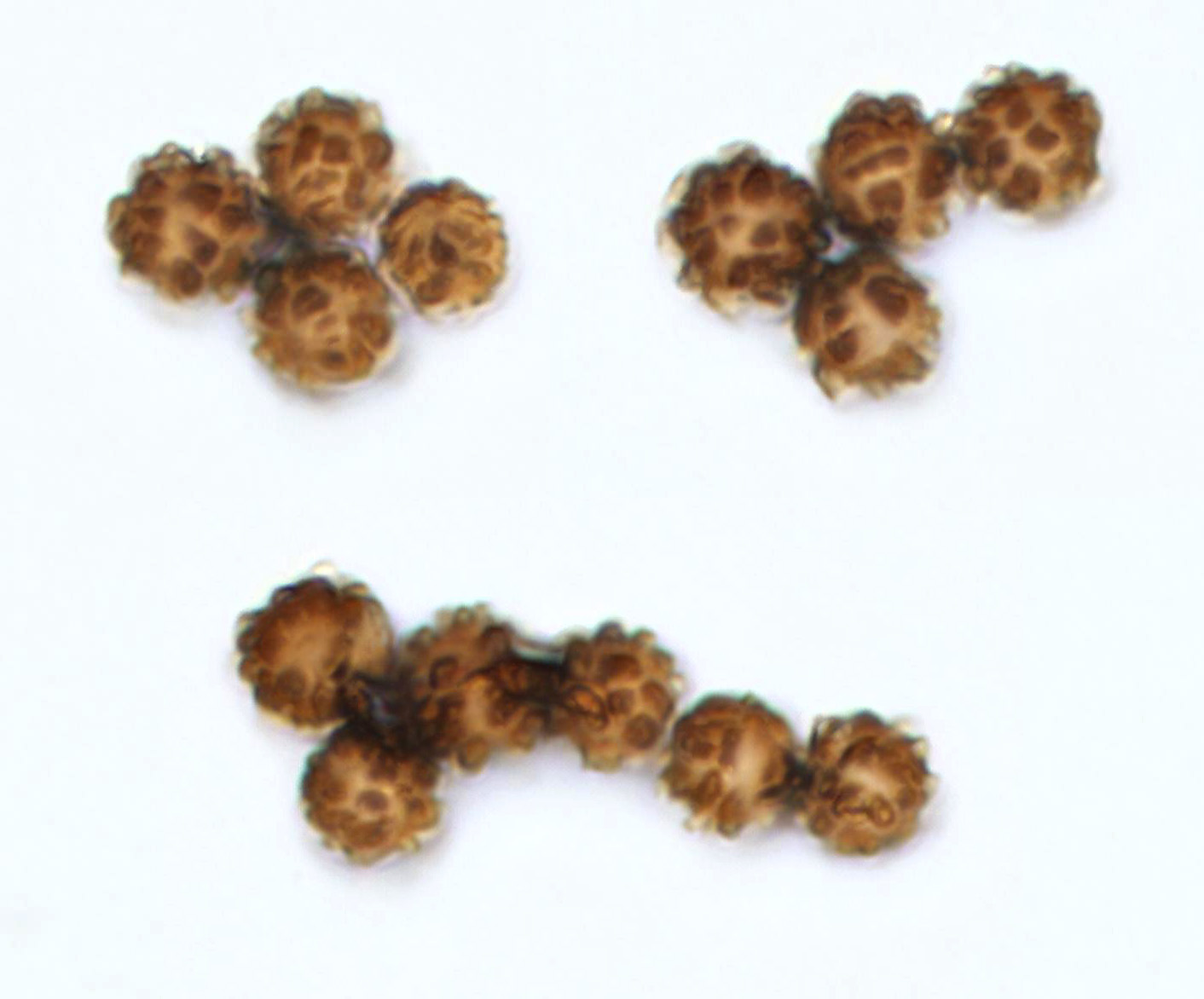

Nem ehető.